# Dennis Bergkamp
Dennis Nicolaas Maria Bergkamp (født 10. maj 1969) er en tidligere hollandsk fodboldspiller, der stoppede sin karriere på klubplan i 2006 efter at have spillet mere end 10 år for det engelske mandskab Arsenal FC. Fra 1986 til 1993 spillede han for det hollandske mesterhold Ajax Amsterdam og fra 1993 til 1995 for det italienske hold Inter. Han nåede i perioden 1990-2000 at spille 79 landskampe og score 36 mål. 